# استربورگ (آلتمارک)
شهر استربورگ (به آلمانی: Osterburg) در ایالت زاکسن-آنهالت در کشور آلمان واقع شده‌است.